# Aya Sakagami
Aya Sakagami –en japonés, 坂上綾, Sakagami Aya– (8 de junio de 1997) es una deportista japonesa que compite en judo. Ganó una medalla de bronce en el Campeonato Asiático de Judo de 2019, en la categoría de –48 kg.

## Palmarés internacional
| Campeonato Asiático | Campeonato Asiático | Campeonato Asiático | Campeonato Asiático |
| Año                 | Lugar               | Medalla             | Categoría           |
| ------------------- | ------------------- | ------------------- | ------------------- |
| 2019                | Fujairah (EAU)      | Medalla de bronce   | –48 kg              |